# Feminismens historia

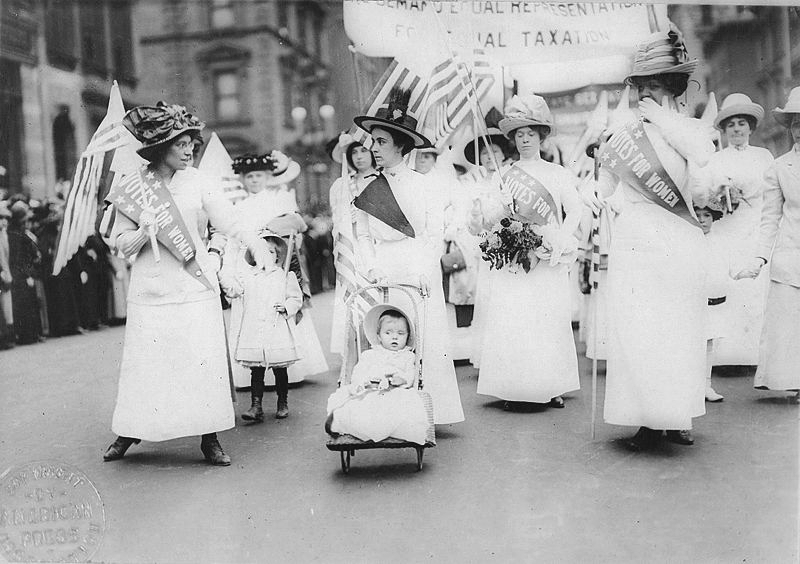
Suffragettparad i New York 6 maj 1912.

Feminismens historia är berättelsen om hur rörelsen för kvinnliga rättigheter växte fram från 1800-talets mitt. Men även innan denna tidpunkt fanns olika former av kvinnosaksrörelser, bland annat  Working Women's Association och The Woman's Christian Temperance Union. Dessa kämpade för kvinnors situation, men ansåg inte att kvinnor nödvändigtvis var förfördelade och marginaliserade i förhållande till mannen. 
Den feministiska rörelsens aktivism och verksamhet beskrivs ibland utifrån en rad olika vågor. Från ett USA-perspektiv definieras de ibland med den första vågen 1848–1920, den andra från 1963 till 1980-talet, den tredje från 1990-talet och den fjärde från 2010-talet. En liknande kronologi kan skönjas i många andra industriländer, medan den organiserade feminismen ofta startats senare i många utvecklingsländer. 

## Den feministiska rörelsens rötter (före 1850)
Se även: Protofeminism
Feministiska synsätt dök upp redan under upplysningstiden genom tänkare som Lady Mary Wortley Montagu och Marquis de Condorcet, vilka kämpade för kvinnors rätt till utbildning. Mary Wollstonecrafts bok ”Till försvar för kvinnans rättigheter” (1792) är ett av de första verk som kan sägas vara uttryckligt feministiskt, även om hennes jämförelser mellan kvinnor och adeln som samhällselit, ömtåliga, i farozonen för moraliskt och intellektuellt förfall, inte förefaller feministiska med dagens mått mätt. Wollstonecraft ansåg att båda könen bidrog till situationen och tog för givet att kvinnor hade avsevärd makt över män. Hennes mål var "att könsskillnaderna helt utraderas ur vårt samhälle, utom i det fall då kärleken styr beteendet".
Under franska revolutionen togs dessa frågor för första gången upp på den politiska dagordningen i Europa; redan 1789 framlades förslag om att införa kvinnlig rösträtt, och 1793 godkändes detta förslag men lades på is. Dock infördes både rätten till skilsmässa för kvinnor och rätten för kvinnor att bli soldater 1792, men ingen av franska revolutionens framgångar på kvinnoområdet varade längre än revolutionen; Napoleon införde en lag som gjorde kvinnans ställning sämre än den varit före revolutionen.

### Jeremy Bentham
Den ledande utilitaristen och klassisk liberala filosofen Jeremy Bentham sade, att det var kvinnornas underordnade ställning som fick honom att välja en karriär som en reformist, när han var 11 år gammal. Bentham skrev för jämlikhet inom nästan alla områden inklusive rösträtt, rätten att bli röstad och rätten att skilja sig. Han var starkt emot att den sexuella moralen var mycket strängare för kvinnor än för män.
I hans Introduction to the Principles of Morals and Legistlation (1781) fördömde Bentham starkt den vanliga praktiken i många staten att avböja kvinnornas rättigheter på grund av deras påstått sämre sinne. Bentham gav många exemplen av begåvade kvinnliga monarker. Också Benthams student och gudson John Stuart Mill var en märkbar feminist (på 1800-talet).

### Markis de Condorcet
Matematikern, klassisk liberala politikern och filosofen, ledande franska revolutionären och voltairiske antiklerikalisten Markis de Condorcet var en stark försvarare av mänskliga rättigheter, inklusive emancipation och jämställdhet mellan kvinnor och avskaffande av slaveri, redan på 1780-talet. Han förespråkade kvinnlig rösträtt för den nya regeringen, skrev en artikel för Journal de la Société de 1789, och publicerade De l'upptagande des femmes au droit de Cité ("För tillträde till medborgerliga rättigheter för kvinnor") i år 1790.

### Mary Wollstonecraft
Den kanske mest citerade feministiska författare av tiden var Mary Wollstonecraft, ofta nämnt som den första feministiska filosofen. Till försvar för kvinnans rättigheter (1792) är en av de första feministiska verk. Wollstonecraft såg att det var utbildning och uppfostran av kvinnor som skapat sina begränsade förväntningar som baseras på en självbild som dikteras av den manliga blicken. 
Wollstonecraft ansåg att båda könen bidrog till ojämlikheten. Hon tog för givet att kvinnor hade avsevärd makt över män, men att båda behöver utbildning för att säkerställa de nödvändiga förändringarna i sociala attityder. Hennes egna prestationer förespråkar för det, med tanke på att hon själv hade enkelt ursprung och liten utbildning. 
För många kommentatorer utgör Wollstonecraft första Kodifiering av "jämställdhet" feminism (understrykning av likheten mellan könen).
Andra viktiga författare på den tiden var Catherine Macaulay. Hon hävdade år 1790 att kvinnors underläge orsakades av deras låga utbildningsgrad. 
I Sverige skrev Hedvig Charlotta Nordenflycht om kvinnornas ställning. 
Det första vetenskapliga sällskapet för kvinnor grundades i Middelburg, i södra delen av Holland, 1785-1881. Sällskapet hette Natuurkundig Genootschap der Dames (Women's Society for Natural kunskap).. 
Vetenskapstidskrifter speciellt inriktade på kvinnor blev populära under den här tidsperioden.

## Feminismen under 1800-talet
Se även: Första vågens feminism
Den feministiska rörelsen har sitt ursprung i västvärden och 1800-talets reformistiska rörelser. I organiserad form föddes den feministiska rörelsen vid den första kvinnorättskonferensen i Seneca Falls i New York 1848. 
Emmeline Pankhurst var en av grundarna till suffragetterna. Hon strävade efter att avslöja det brittiska samhällets institutionella sexism, och hon grundade därför Women's Social and Political Union. Eftersom rörelsens medlemmar ständigt greps för sin politiska aktivism, började många medlemmar hungerstrejka. Myndigheterna svarade med tvångsmatning, vilket i sin tur riktade uppmärksamhet mot myndigheternas brutalitet. I ett försök att lösa dessa problem, antog den brittiska regeringen en lag som kom att bli känd som The Cat and Mouse Act. Lagen innebar att kvinnor som svultit sig själva till ett livsfarligt tillstånd släpptes, för att återarresteras senare. Andra viktiga 1800-talsfeminister är Emma Goldman, Elizabeth Cady Stanton och Margaret Sanger.
I arabvärlden betraktas den egyptiske juristen Qasim Amin (1863-1908) som den feministiska rörelsens fader på grund av sin bok Tahrir al-Mar'a (sv. Kvinnans frigörelse). I detta verk kritiserade Amin många av de seder som var gällande i den samtida arabvärlden, såsom polygami, slöjor, avskiljandet av kvinnor och fördömandet av dem som oislamska, vilket han ansåg vara i motsats till islams grundläggande värderingar. Hans verk fick ett enormt genomslag i den arabiska feministiska rörelsen och läses och citeras än idag flitigt av arabiska feminister. De kvinnor som kom före honom med en feministisk kritik av det arabiska samhället, är dock betydligt mindre kända. Kvinnopressen i Egypten hade rest samma frågor som han ända sedan dess tillkomst 1892. Egyptiska, syriska och libanesiska män och kvinnor hade studerat europeisk feministisk litteratur redan ett årtionde tidigare, och debatterat dessa frågor i pressen.
Under 1800-talet började även frigörelsen att ta form, i den så kallade kvinnoemancipation, något vi idag skulle ha kallat för en feministisk rörelse eller en feministisk våg. Kvinnoemancipationen är den rörelse som omfattar frigörelsen från könsdiskriminerande lagar och strukturer. Målet är att mannen och kvinnan ska ha samma rättigheter, skyldigheter och möjligheter i livet, det vill säga att män och kvinnor ska behandlas jämställt. Man vill dock inte bara ändra i lagstiftningen, man vill att förändra inställningen som gör att kvinnor inte har samma förutsättningar i ex. arbetet eller hemmet. Man ville även att kvinnor skulle ha samma möjlighet till en utbildning, då det ger en grund i livet, som män.
Den viktigaste vändpunkten under detta skeende var att mängden av kvinnor som sökte sig ut mot det offentliga ökade drastiskt. Kvinnor började lära sig läsa, skriva och använda sitt språk för att ta sig ur sin underordnad status. Det började byggas upp ett modernt utbildningssystem, där vissa kvinnor också fick rätt till utbildning gjorde att banden mellan kvinnorna växte sig starkare och fick en grund i den kvinnliga utvecklingen. Att ha en så kallad formell utbildning markerade en högre status. Under denna tid började kvinnornas livsvillkor att förbättras, på grund av att vissa kvinnor fick en formell utbildning men även för att under mitten av 1800-talet så försvann en del patriarkala lagstiftningar.
En av pionjärerna inom denna tid i utbildningens seende var Betty Pettersson. Hon var den första svenska kvinnan att ta examen. Betty växte upp på Visby där hon fick gå i Fröknarna Molanders privatskola. När Betty hade gått ut skolan så flyttade hon till fastlandet för att arbeta som guvernant åt adliga familjer. Hon arbetade som guvernant fram till år 1871, då hon var den första kvinnan att få en studentexamen och året därpå fick hon kunglig tillåtelse att studera vid Uppsala Universitet och blev då den första kvinnliga studenten. År 1875 tog hon examen och hennes huvudämne var nyeuropeisk språkforskning. Efter att Betty hade fått sin examen blev hon den första kvinnan som blev anställd vid ett statligt pojkläroverk. Hon arbetade som extralärare på Östra Real skolan i Stockholm.

## Feminismen under 1900-talet

### 1900-1960
Se även: Första vågens feminism och nya kvinnan
I många länder infördes kvinnlig rösträtt under 1900-talets inledning, främst i efterdyningarna av första världskriget. Orsakerna till detta varierade, men i flera fall handlade det om ett behov av att erkänna kvinnornas insatser under kriget. Dessutom var kvinnlig rösträtt helt i linje med den retorik som båda sidor i konflikten använde för att rättfärdiga sina krigsinsatser. Exempelvis hade USA:s president Woodrow Wilson antagit ett fjortonpunktsprogram som bland annat betonade självstyre som en vital del av samhällslivet. Programmet gjorde att ett förnekande av halva befolkningens rätt att rösta framstod som hyckleri. I Sverige fick kvinnorna rösta för första gången i riksdagsvalet 19 september 1921.
Under 1920-talet genomfördes betydande förändringar för kvinnorna. Nu uppnådde de laglig jämlikhet i många länder. Samtidigt förlorade många kvinnor de arbeten som de fått under kriget. Kvinnor som hade arbetat före kriget var till och med tvungna att lämna sina arbeten till förmån för återvändande soldater. Det berodde dels på grund av en politisk högervåg och dels på grund av det starka samhälleliga trycket för att belöna soldaterna. Många kvinnliga grovarbetare fortsatte att arbeta inom lantbruket och traditionella kvinnoyrken. 
Båda världskrigen förde kvinnor in i de traditionellt mansdominerade yrkena. Genom att kvinnornas förmåga att klara av samma arbete som män blev uppenbar, och att samhället i de krigförande länderna dessutom var helt beroende av dem, inspirerade kvinnor till att eftersträva jämlikhet.
Kommunismens och socialdemokratins framgångar gav kvinnorna större ekonomisk jämlikhet i vissa länder. Dessa rörelser uppmanade kvinnor att kämpa för en jämlik roll i samhället, men de lyckades inte göra kvinnan jämlik.
På vissa platser bekämpade regeringarna aktivt feminismen och kvinnosaksrörelser. I Nazityskland idealiserades ett strikt hierarkiskt system där kvinnor hade en klart underordnad ställning.

### Efter 1960
Se även: Andra vågens feminism och tredje vågens feminism
De tidiga feministerna betecknas ofta[källa behövs] som den första vågen, och de feministiska riktningar som uppstod efter 1960 som den andra vågen av feminism. Den andra vågens feminism kämpade för total social och ekonomisk jämlikhet, eftersom likhet inför lagen redan uppnåtts i de flesta länder. Ett av de främsta målen för denna rörelse var kvinnors tillgång till preventivmedel, något som var otillåtet i stort sett överallt fram till 60-talet. I och med lanseringen av p-piller försökte feminister göra dem så tillgängliga som möjligt. Många hoppades på att detta helt skulle befria kvinnor från bördan av oönskade graviditeter, de ansåg att kontroll över fortplantningen var nödvändig för fullständigt ekonomiskt oberoende från män. Aborträtten var också ett av de viktigaste kraven, detta var dock en svårare målsättning på grund av de djupa meningsskiljaktigheter som fanns i den frågan världen över. Än i dag är rätten till fri abort kontroversiell i många delar av världen.
Många feminister kämpade även för att förändra de allmänna uppfattningarna om kvinnors sexualvanor. Eftersom det i allmänhet betraktades som mer acceptabelt för män att ha många sexuella kontakter, förespråkade många feminister sexuell befrielse och samlag med många olika partners i njutningssyfte. Det kan dock diskuteras i vilken utsträckning detta verkligen förändrade kvinnors sexualvanor, eftersom det för det första redan var vanligt för kvinnor att ha många sexualpartner, dels eftersom de allra flesta kvinnor fortsatte att leva i monogama relationer.
Dessa förändringar i sexualvanor har kritiserats av vissa feminister. Dessa betraktar den så kallade sexuella revolutionen som ett verktyg som utnyttjas av män för att få sex utan de motprestationer som följde med i traditionella äktenskap. De anser också att det allmänna avslappnandet av attityderna gentemot sex i allmänhet, och den ökade tillgången på pornografi, leder till en ännu större objektifiering av kvinnor.  Catharine MacKinnon och Andrea Dworkin blev kända under 1980-talet för att de betecknade pornografi som ett brott mot kvinnors medborgerliga rättigheter. 
Det finns även en tredje våg av feminism, men den har inte slagit igenom i de bredare lagren av den feministiska rörelsen. Denna tredje våg betecknas ibland som postmodern feminism.

## Viktiga feminister i historien
- Abigail Adams
- Susan B. Anthony
- Gloria E. Anzaldua
- Jeremy Bentham
- Markis de Condorcet
- Angela Davis
- Fatima Mernissi
- John Stuart Mill
- Valerie Solanas
- Gloria Steinem
- Harriet Tubman
- Mary Wollstonecraft
- Virginia Woolf
- Emma Goldman
- Betty Friedan
- Judith Butler
- Alexandra Kollontaj
- Clara Zetkin
- Christine de Pisan
- Simone de Beauvoir
- Gayatri Chakravorty Spivak

## Historiker med feministisk inriktning
- Yvonne Hirdman
- Gunhild Kyle